# Canton du Lauzet-Ubaye
Le canton du Lauzet-Ubaye est une ancienne division administrative française située dans le département des Alpes-de-Haute-Provence, en région Provence-Alpes-Côte d'Azur.

## Composition
Le canton du Lauzet-Ubaye comprenait les communes de :
| Nom                         | Code Insee | Intercommunalité                  | Population (dernière pop. légale) |
| --------------------------- | ---------- | --------------------------------- | --------------------------------- |
| Le Lauzet-Ubaye (chef-lieu) | 04102      | CC Vallée de l'Ubaye Serre-Ponçon | 224 (2014)                        |
| La Bréole                   | 04033      | CC Vallée de l'Ubaye Serre-Ponçon | 361 (2014)                        |
| Pontis                      | 04154      | CC de Serre-Ponçon                | 83 (2014)                         |
| Méolans-Revel               | 04161      | CC Vallée de l'Ubaye Serre-Ponçon | 336 (2014)                        |
| Saint-Vincent-les-Forts     | 04198      | CC Vallée de l'Ubaye Serre-Ponçon | 347 (2014)                        |

## Histoire
À la suite d'un décret du 24 février 2014, le canton va fusionner avec celui de Barcelonnette, fin mars 2015, après les élections départementales de 2015.

## Représentation

### Conseillers généraux de 1833 à 2015
| Période                                  | Période          | Identité                                     | Étiquette                    | Qualité                                                                                                |
| ---------------------------------------- | ---------------- | -------------------------------------------- | ---------------------------- | --- |
| 1833                                     | 1848             | Pierre Savornin                              |                              | Juge de paix et propriétaire du château au Lauzet                                                      |
| 1848                                     | 1871             | Hippolyte Gassier                            | Républicain                  | Banquier et négociant à Barcelonnette                                                                  |
| 1871                                     | 1878 (démission) | Pierre Hippolyte Gassier (fils du précédent) | Républicain                  | Banquier à Barcelonnette                                                                               |
| 1878                                     | 1881             | Alfred Liotard                               | Républicain puis Boulangiste | Avoué à Gap                                                                                            |
| 1881                                     | 1889             | M. Arnaud                                    | Républicain                  | |
| 1889                                     | 1908             | Adrien Gassier (frère d'H.Gassier)           | Républicain                  | Banquier, maire de Barcelonnette Censeur de la Banque de France                                        |
| 1908                                     | 1940             | André Honnorat                               | RG                           | Journaliste Député (1910-1921) Sénateur (1921-1940) Ministre (1920-1921)                               |
|                                          |                  |                                              |                              | |
| 1945                                     | 1950 (décès)     | André Honnorat                               | DVG                          | Ancien Député (1910-1921) Ancien Sénateur (1921-1945) Ancien Ministre (1920-1921) Propriétaire à Paris |
| 24 septembre 1950                        | 1970             | Marius Brun (1901-1990)                      | SFIO                         | Maire du Lauzet-Ubaye (1945-?)                                                                         |
| 1970                                     | 2001             | Jean-Paul Therminarias                       | PS                           | Conseiller d'éducation, Le Lauzet-Ubaye Vice-Président du Conseil Général                              |
| 2001                                     | 2015             | Jean Claude Michel                           | PS et app.                   | Vice-président du Conseil général Conseiller municipal de Saint-Vincent-les-Forts jusqu'en 2014        |
| Les données manquantes sont à compléter. |                  |                                              |                              | |

### Conseillers d'arrondissement (de 1833 à 1940)
Le canton du Lauzet avait deux conseillers d'arrondissement.
| Période                                  | Période          | Identité                      | Étiquette   | Qualité |
| ---------------------------------------- | ---------------- | ----------------------------- | ----------- | --- |
| 1833                                     | 1839             | Joseph Imbert                 |             | Maire de Revel                                                                                              |
| 1833                                     | 1839             | M. Théus                      |             | Adjoint au maire de Saint-Vincent                                                                           |
| 1839                                     | 1842             | M. Yvan                       |             | Propriétaire à Ubaye                                                                                        |
| 1842                                     | 1845             | M. Bernard                    |             | Propriétaire à Saint-Vincent                                                                                |
| 1845                                     | 1848             | M. Théus                      |             | Propriétaire à Saint-Vincent                                                                                |
|                                          |                  |                               |             | |
| 1874                                     | 1886             | Jean-Pierre Blanc             | Républicain | Maire du Lauzet                                                                                             |
| 1886                                     | 1892             | Jean-Baptiste Tron            |             | Notaire, maire de Revel                                                                                     |
| 1892                                     | 1899 (démission) | Joseph Hilaire Gastinel       |             | Ancien instituteur, greffier de la justice de paix, propriétaire au Lauzet                                  |
| 1895                                     | 1916 (décès)     | Camille Combe (1866-1916)     |             | Notaire, maire du Lauzet                                                                                    |
| 1899                                     | 1910 (décès)     | Louis Rémy Clariond           |             | Hôtelier, maire de Méolans                                                                                  |
| 8 janvier 1911                           | 1919             | Ferdinand Laurent (1857-1940) |             | Huissier, propriétaire au Lauzet                                                                            |
| 1916                                     | 1919             | siège vacant                  |             | |
| 1919                                     | 1922             | Emile Lautaret (1880-1967)    |             | Médecin, maire de Saint-Vincent-du-Lauzet                                                                   |
| 1919                                     | 1940             | César Derbez (1878-1957)      |             | Cultivateur, maire d'Ubaye (1908-1938)                                                                      |
| 1922                                     | 1928             | Amédée Vinatier               |             | Cultivateur, maire de Méolans                                                                               |
| 1928                                     | 1940             | Ernest Barneaud               | Droite      | Maire de La Bréole                                                                                          |
| 1940                                     |                  |                               |             | Les conseils d'arrondissement ont été suspendus par la loi du 12 octobre 1940 et n'ont jamais été réactivés |
| Les données manquantes sont à compléter. |                  |                               |             | |

## Démographie
| 1962  | 1968  | 1975 | 1982 | 1990 | 1999  | 2006  | 2011  | 2012  |
| ----- | ----- | ---- | ---- | ---- | ----- | ----- | ----- | ----- |
| 1 436 | 1 087 | 933  | 975  | 930  | 1 060 | 1 207 | 1 353 | 1 335 |